# Julius Grünberg
Julius Grünberg (* 6. Dezember 1853 in Ungarn; † 5. November 1900 in St. Petersburg) war ein deutscher Zeitschriftenherausgeber in St. Petersburg.

## Leben und Wirken
Julius Grünberg wuchs in einer deutschsprachigen Familie in Ungarn auf, wahrscheinlich mit jüdischer Herkunft.
Er zog nach St. Petersburg. 1875 wurde er Geschäftsführer der Zeitschrift Niwa. Er war als engster Mitarbeiter des Herausgebers Adolph Marcks entscheidend mit daran beteiligt, dass diese die auflagenstärkste Zeitschrift im Russischen Reich wurde.
Julius Grünberg unterhielt Kontakte zu zahlreichen russischen Künstlern, die er für Beiträge für die Zeitschrift gewinnen konnte. 
Ihm gelang es, Rechte für die Gesamtausgaben von Anton Tschechow, Saltykow-Schtschedrin und weiteren bedeutenden Autoren zu erwerben und diese dann als Beigaben für die Abonnenten der Zeitschrift zu verschicken. Damit trug die Zeitschrift Niwa wesentlich zur Verbreitung und Popularisierung wichtiger klassischer russischer Autoren bei.
1900 starb Julius Grünberg überraschend an den Folgen einer Operation im Alter von knapp 47 Jahren. Er wurde auf dem deutschen evangelisch-lutherischen Friedhof in St. Petersburg begraben.
Danach gab es zahlreiche würdigende Erinnerungen von Künstlern und Schriftstellern, die seine liebenswürdigen und korrekten Umgangsformen sehr schätzten, darunter Lew Tolstoi, Anton Tschechow und andere.
Der Maler Serow zeichnete ein Porträt von Julius Grünberg, dessen Verbleib unbekannt ist.
Julius Grünberg war verheiratet. Er hatte sechs Kinder, darunter die Geigerin Elisabeth (Jelisaweta), die den Komponisten und Pianisten Wladimir Metzl heiratete. Ein Porträt der Tochter Bella Grünberg von Serow ist erhalten.

## Publikationen
Julius Grünberg übersetzte zwei Erzählbände von Wladimir Korolenko ins Deutsche.
Eine kurze Autobiographie von ihm erschien in der Zeitschrift Niwa, 1900, Nr. 46.
Erinnerungen an Jasnaja Poljana, den Landsitz von Lew Tolstoi, erschienen 1978 in Moskau.